# 中井亜美
中井 亜美（なかい あみ、英語: Ami Nakai、2008年4月27日 - ）は、日本の女子フィギュアスケート選手。TOKIOインカラミ所属。勇志国際高等学校在学中。
主な戦績は、2023年世界ジュニア選手権3位、2024年JGPファイナル3位、2022年全日本選手権4位、2022年全日本ジュニア選手権3位、2022年JGPバルティック杯優勝、2023年JGPバンコク優勝、2023年JGPイスタンブール優勝、2022年JGPファイナル4位など。

## 人物
2008年4月27日、新潟県新潟市に生まれる。憧れの選手は浅田真央。テレビで観た浅田の演技がきっかけで、5歳のときフィギュアスケートを始める。
当時、新潟市にはスケートリンクがなく、似ている競技として新体操を習い始めたが、リンクが出来て直ぐにフィギュアスケートに転向した。一日だけ入れ替わってみたい有名人としても浅田を挙げており、入れ替わって3回転アクセルを跳んでみたいと語っている。
2021年4月、市川市立南行徳中学校入学と同時に、千葉県船橋市のMFアカデミーに練習拠点を移し中庭健介に師事。2026年ミラノ冬季五輪でのメダル獲得を視野に出場を目指している。
2023年1月、TOKIOインカラミと所属契約。

## 経歴

### ノービス時代

#### 2017-18シーズン
東北・北海道選手権ノービスBクラスで2位となり、全日本ノービス選手権に進出。
初出場となった全日本ノービス選手権Bクラスでは、59.48点獲得で14位となった。

#### 2018-19シーズン
東北・北海道選手権ノービスBクラスにて、70.07点を獲得して優勝。
全日本ノービス選手権ノービスBクラスでは、73.51点を獲得して全国大会初優勝となった。

#### 2019-20シーズン
東北・北海道選手権ノービスAクラスにて、78.07点を獲得して優勝し、ノービス連覇を達成。
全日本ノービス選手権ノービスAクラスでは、80.07点獲得で5位。4位までに与えられる全日本フィギュアスケートジュニア選手権の出場推薦枠まで、あと一歩及ばなかった。

#### 2020-21シーズン
東北・北海道選手権ノービスAクラスに出場。演技冒頭に3回転アクセルに挑戦、回転不足となり転倒したものの、87.98点を獲得して優勝。ノービス三連覇を達成した。
全日本ノービス選手権Aクラスでは、冒頭の3回転アクセルは4分の1回転不足で転倒となり、3回転フリップでミスがあったものの、102.03点獲得して3位と表彰台に上がった。
全日本ノービス選手権の成績により、推薦で全日本ジュニア選手権に出場。全日本ジュニア選手権では、ショートプログラムでコンビネーションジャンプのミスはあったものの、スピンすべてでレベル4を獲得。56.54点獲得で7位に着ける。フリースケーティングでは、演技冒頭に3回転アクセルに臨むも着氷が乱れるが、3回転ルッツ-3回転トウループを成功。その後のコンビネーションジャンプ2つで若干の減点はあったものの、フリー6位となる109.78点を獲得。トータル166.32点獲得で6位入賞と健闘した。

### ジュニア時代

#### 2021-22シーズン
中学校入学に伴い、練習拠点を新潟市より千葉県船橋市に移し、MFアカデミーにて中庭健介コーチの指導を受ける。
全日本ジュニア選手権の地方予選となる東京選手権ジュニアクラスでは、ショートプログラムでジャンプすべてを着氷、スピンすべてでレベル4を獲得。60.17点獲得で、住吉りをんと得点で並んだが、獲得した技術点の差で首位に立つ。最終滑走となったフリースケーティングでは、冒頭で3回転アクセルに挑戦するも、回転が抜けてしまい2回転アクセルからのダウングレードとなる。その後はジャンプでの細かいミスはあったものの集中した演技を見せて、フリー2位となる105.91点を獲得。トータル166.08点獲得で2位となり、東日本ジュニア選手権に進出した。
東日本ジュニア選手権では、ショートプログラムにて57.23点獲得で4位に着ける。フリースケーティングでは、3回転アクセルに挑むも転倒。その後のジャンプにもミスが出てしまいフリースケーティングでは96.57点獲得で5位となるが、トータル153.80点獲得で4位に入り、全日本ジュニア選手権に進出した。
全日本ジュニア選手権では、ショートプログラムにて56.78点獲得で10位に着ける。フリースケーティングでは、冒頭の3回転アクセルで転倒、2回転アクセル-3回転トウループのコンビネーションジャンプでミスはあったものの、その他のジャンプを着氷させて、スピンすべてでレベル4を獲得。フリースケーティング6位となる108.98点を獲得して、トータルでは165.76点獲得で7位と順位を上げた。
全日本ジュニア選手権の成績により、全日本選手権への推薦出場が決定。初出場となった全日本選手権では、ショートプログラムにて冒頭に予定していた3回転アクセルの回転が抜けてしまい2回転アクセルのダウングレード判定となる。コンビネーションジャンプを予定していた3回転ルッツでの着氷が乱れ、3回転フリップに3回転トウループをつけてリカバリーをするも、ジャンプ2本のミスが響き52.65点獲得に留まり27位と、フリースケーティング進出とはならなかった。しかし、冒頭から3回転アクセルに挑戦するなど攻める姿勢で最後まで諦めず滑り切り、スピンすべてでレベル4を獲得。今後の飛躍が期待出来る演技となった。
初出場となった全国中学校スケート大会では、島田麻央・柴山歩に続き3位に入る。
シーズン終盤には、国際大会初出場となるプランタン杯ジュニアクラスに出場。ショートプログラムでは、3回転ルッツ-3回転トウループのコンビネーションジャンプのセカンドジャンプにて転倒、55.73点獲得で2位スタートとなる。フリースケーティングでは、演技冒頭の3回転アクセルを成功させる。これについて『Number』の記事は、MFアカデミーに拠点を移してからスケーティングスキルの向上に取り組んだ成果だと分析する。土台となるスケーティングが向上した結果ジャンプにも大きな進歩があったとする。三連続ジャンプの3回転フリップにて軽微なエッジエラーはあったものの、減点のない演技でフリートップとなる126.68点を獲得。国際スケート連盟非公認ながら初めて3回転アクセルを成功させてトータル182.41点獲得して、国際大会初出場初優勝を飾った。

#### 2022-23シーズン
ジュニア二季目となる初戦は、ジュニアグランプリシリーズに出場。ジュニアグランプリシリーズデビュー戦となったリガ杯では、ショートプログラムにて、ジャンプすべてを成功させて63.87点を獲得し、3位に着ける。フリースケーティングでは、冒頭に3回転アクセルに挑戦、着氷するも回転不足との判定を受ける。3回転ループが1回転となり、2回転アクセルでもミスが出たものの、3つのコンビネーションジャンプを成功させて、スピンすべてでレベル4を獲得。フリースケーティング3位となる121.75点を獲得して、トータル185.62点獲得で3位となり、ジュニアグランプリシリーズ初出場で初の表彰台に上がった。
ジュニアグランプリシリーズ二戦目は、第六戦にあたるバルティック杯に出場。ショートプログラムでは、ジャンプすべてを成功させて、スピン・ステップすべてで最高難度のレベル4を獲得。69.00点獲得と自己ベストを更新して首位に立つ。フリースケーティングでは、演技冒頭の3回転アクセルを加点2点以上の高い出来栄えで成功。三連続ジャンプの3回転フリップで軽微なエッジエラーとの判定を受けたが、ほぼミスのない演技で、自己ベストを更新する136.90点を獲得。トータル205.90点と、2018年シーズンのルール改正以降の日本女子歴代8位となる高得点を獲得し、国際スケート連盟主催の公式大会にて初優勝を飾った。
出場したジュニアグランプリシリーズ二試合の結果を受けて、12月に開催されるジュニアグランプリファイナルへの進出が決定した。
全日本ジュニア選手権では、ショートプログラムにて3回転ルッツ-3回転トウループのコンビネーションジャンプ、2回転アクセル、3回転ループのすべてのジャンプを成功させて4位に着ける。フリースケーティングでは、冒頭の3回転アクセルを成功させて勢いに乗ると、3回転ルッツ-3回転トウループのコンビネーションジャンプ、3回転ループ-2回転アクセルのジャンプシークエンスを成功させる。演技後半の3回転フリップからの三連続ジャンプも成功。単独の3回転ループで転倒となるものの、スピンすべてでレベル4を獲得するなど演技をまとめて、フリースケーティング3位となる125.58点を獲得。トータル190.70点を獲得で3位と、全日本ジュニア選手権で初の表彰台に上がった。
全日本ジュニア選手権の成績により、年末の全日本選手権への推薦出場が決まった。
全日本選手権では、ショートプログラム演技冒頭の3回転アクセルで転倒したものの、スピン・ステップでレベル4を揃えるなど挽回し8位に踏みとどまると、フリースケーティングでは3回転アクセルを2度組み込んだ高難度構成をほぼミスなく滑り切り、技術点で優勝者の坂本花織
に次ぐ得点をたたき出して最終順位を4位まで押し上げる活躍を見せた。この結果により2023年にカナダのカルガリーで開催される世界ジュニア選手権の代表に選出された。
世界ジュニア選手権では、ショートプログラムにて2回転アクセル、3回転ルッツ-3回転トウループのコンビネーションジャンプ、3回転ループと、すべてのジャンプを成功。スピンすべてでレベル4を獲得、67.28点で3位に着ける。フリースケーティングでは、演技冒頭に3回転アクセルに挑むも惜しくも転倒となる。その後は、3回転ルッツ-3回転トウループのコンビネーションジャンプ、3回転ループ-2回転アクセルのジャンプシークエンスを成功させる。演技後半の3回転ルッツからの三連続ジャンプを成功させるなど、3回転アクセル以外のジャンプすべてを成功。スピンすべてでレベル4を獲得するなど、フリー3位となる130.12点獲得。トータルでは197.40点獲得で3位となり、世界ジュニア選手権初出場で銅メダルを獲得した。
シーズン最終戦はプランタン杯ジュニアクラスに出場。ショートプログラムでは、ジャンプすべてを成功させて、スピン・ステップ全てでレベル4を獲得。64.42点を獲得して首位に立つ。フリースケーティングでは、冒頭の3回転アクセルを成功させると、続く3回転ルッツ-3回転トウループのコンビネーションジャンプ、3回転ループ-2回転アクセルのジャンプシークエンスを成功させる。演技後半の3回転フリップからの三連続ジャンプを含めて、全てのジャンプを成功させて、スピンすべてでレベル4を獲得。国際スケート連盟非公認ながら自己ベストに迫る133.81点を獲得、トータル198.23点獲得で優勝、ジュニアクラスでの二連覇を達成した。

#### 2023-24シーズン
シーズン初戦は、ジュニアグランプリシリーズバンコクに出場。ショートプログラムでは冒頭の2回転アクセルを成功。3回転フリップ-3回転トウループのフリップジャンプで軽微なエッジエラーとの判定を受けるも、演技後半の3回転ルッツを成功させて、スピンすべてでレベル4を獲得。67.49点獲得で首位に立つ。フリースケーティングでは、冒頭に3回転アクセル-3回転トウループコンビネーションジャンプを予定していたが、単独の2回転アクセルとなり、着氷が乱れる。2回目の3回転アクセルを回避して、3回転ループ-2回転アクセルのジャンプシークエンスとして成功させるも、演技後半で跳んだ2回転アクセルが繰り返し違反で得点とならず、スピンすべてでレベル4を獲得するも、フリースケーティン2位となる123.16点獲得に留まる。フリースケーティング1位となったキム・ユソンに0.73点差に猛追されるものの、トータル190.65点獲得で優勝した。
ジュニアグランプリシリーズ第二戦は、ジュニアグランプリイスタンブールに出場。ショートプログラムでは、3回転フリップ-3回転トウループのコンビネーションジャンプの着氷が詰まり、フリップジャンプが軽微なエッジエラーとの判定を受けるも、スピン・ステップすべてでレベル4を獲得。67.07点獲得で首位に立つ。フリースケーティングでは、冒頭の3回転アクセルを成功させると、続く3回転ループ-2回戦アクセルのジャンプシークエンスを成功させる。3回転ルッツ-3回転トウループを予定していたセカンドジャンプが2回転となり、3回転フリップからの三連続ジャンプで減点はあったものの、大きなミスなく安定した演技を見せて、フリースケーティング1位となる127.58点獲得。トータル194.65点獲得でジュニアグランプリシリーズ二連勝を飾り、昨季に続きジュニアグランプリファイナル進出を決めた。

## 技術・演技
3回転アクセルを含む、6種類の3回転ジャンプを跳ぶことが出来る。3回転アクセルは、2022年プランタン杯のフリースケーティングで初めて成功。国際スケート連盟公認大会では、2022年ジュニアグランプリシリーズバルティック杯のフリースケーティングにて成功させている。
その他の高難度ジャンプとして、4回転トウループの練習をしていたが、感触が良かった4回転ルッツ習得に向けての挑戦にも言及している。
ルッツジャンプを得意とする一方、フリップジャンプで軽微なエッジエラーとの判定を受けることがある。

## 主な戦績
- GP - ISUグランプリシリーズ

| 大会名                | 2025-26 |
| --------------------- | ------- |
| GP スケートカナダ     | TBD     |
| GP フランスグランプリ | TBD     |

- JGP - ISUジュニアグランプリシリーズ
- J - ジュニアクラス
- N - アドバンスドノービスクラス、A - ノービスAクラス、B - ノービスBクラス

| 大会名               | 2017–18 | 2018–19 | 2019–20 | 2020–21 | 2021–22 | 2022–23 | 2023–24 | 2024–25 |
| -------------------- | ------- | ------- | ------- | ------- | ------- | ------- | ------- | ------- |
| 世界ジュニア選手権   |         |         |         |         |         | 3位     |         | 4位     |
| JGP ファイナル       |         |         |         |         |         | 4位     | 5位     | 3位     |
| JGP 無錫             |         |         |         |         |         |         |         | 1位     |
| JGP アンカラ         |         |         |         |         |         |         |         | 2位     |
| JGP イスタンブール   |         |         |         |         |         |         | 1位     |         |
| JGP バンコク         |         |         |         |         |         |         | 1位     |         |
| JGP バルティック杯   |         |         |         |         |         | 1位     |         |         |
| JGP リガ杯           |         |         |         |         |         | 3位     |         |         |
| プランタン杯         |         |         |         |         | 1位 J   | 1位 J   |         |         |
| 全日本選手権         |         |         |         |         | 27位    | 4位     |         | 15位    |
| 全日本ジュニア選手権 |         |         |         | 6位     | 7位     | 3位     | 10位    | 4位     |
| 全日本ノービス選手権 | 14位 B  | 1位 B   | 5位 A   | 3位 A   |         |         |         |         |

### 詳細
- マークが付いている大会はISU公認の国際大会
- パーソナルベストは太字で表示

| 2024-2025 シーズン     |                                                            |          |           |           |
| 開催日                 | 大会名                                                     | SP       | FS        | 結果      |
| 2025年2月24日 - 3月2日 | 2025年世界ジュニアフィギュアスケート選手権（デブレツェン） | 3 66.84  | 6 119.05  | 4 185.89  |
| 2024年12月19日 - 22日  | 第93回全日本フィギュアスケート選手権（門真）               | 21 55.20 | 12 127.30 | 15 182.50 |
| 2024年12月5日 - 8日    | ISUジュニアグランプリファイナル（グルノーブル）            | 3 67.26  | 4 122.32  | 3 189.58  |
| 2024年11月15日 - 17日  | 第93回全日本フィギュアスケートジュニア選手権（広島）       | 5 62.52  | 8 118.31  | 4 180.83  |
| 2024年10月9日 - 12日   | ISUジュニアグランプリ 無錫（無錫）                         | 1 68.66  | 1 136.22  | 1 204.88  |
| 2024年9月18日 - 21日   | ISUジュニアグランプリ アンカラ（アンカラ）                 | 1 66.22  | 2 125.39  | 2 191.61  |

| 2023-2024 シーズン   |                                                        |         |          |          |
| 開催日               | 大会名                                                 | SP      | FS       | 結果     |
| 2023年12月7日 - 10日 | ISUジュニアグランプリファイナル（北京）                | 4 65.04 | 5 122.00 | 5 187.04 |
| 2023年9月6日 - 9日   | ISUジュニアグランプリ イスタンブール（イスタンブール） | 1 67.07 | 1 127.58 | 1 194.65 |
| 2023年8月23日 - 26日 | ISUジュニアグランプリ バンコク（バンコク）             | 1 67.49 | 2 123.16 | 1 190.65 |

| 2022-2023 シーズン     |                                                            |         |          |          |
| 開催日                 | 大会名                                                     | SP      | FS       | 結果     |
| 2023年3月17日 - 19日   | 2023年プランタン杯ジュニアクラス（ルクセンブルク）         | 1 64.42 | 1 133.81 | 1 198.23 |
| 2023年2月27日 - 3月5日 | 2023年世界ジュニアフィギュアスケート選手権（カルガリー）   | 3 67.28 | 3 130.12 | 3 197.40 |
| 2022年12月21日 - 25日  | 第91回全日本フィギュアスケート選手権（門真）               | 8 64.07 | 4 137.42 | 4 201.49 |
| 2022年12月8日 - 11日   | ISUジュニアグランプリファイナル（トリノ）                  | 4 65.97 | 4 123.26 | 4 189.23 |
| 2022年11月25日 - 27日  | 第91回全日本フィギュアスケートジュニア選手権（ひたちなか） | 4 65.12 | 3 125.58 | 3 190.70 |
| 2022年10月5日 - 8日    | ISUジュニアグランプリ バルティック杯（グダニスク）         | 1 69.00 | 1 136.90 | 1 205.90 |
| 2022年9月7日 - 10日    | ISUジュニアグランプリ リガ杯（リガ）                       | 3 63.87 | 3 121.75 | 3 185.62 |

| 2021-2022 シーズン    |                                                        |          |          |          |
| 開催日                | 大会名                                                 | SP       | FS       | 結果     |
| 2022年3月18日 - 20日  | 2022年プランタン杯ジュニアクラス（ルクセンブルク）     | 2 55.73  | 1 126.68 | 1 182.41 |
| 2021年12月22日 - 26日 | 第90回全日本フィギュアスケート選手権（さいたま）       | 27 52.65 | -        | 27 52.65 |
| 2021年11月19日 - 21日 | 第90回全日本フィギュアスケートジュニア選手権（名古屋） | 7 56.78  | 6 108.98 | 7 165.76 |

| 2020-2021 シーズン    |                                                             |         |          |          |
| 開催日                | 大会名                                                      | SP      | FS       | 結果     |
| 2020年11月21日 - 23日 | 第89回全日本フィギュアスケートジュニア選手権（八戸）        | 7 56.54 | 6 109.78 | 6 166.32 |
| 2020年10月24日 - 25日 | 第24回全日本フィギュアスケートノービス選手権Aクラス（前橋） |         | 3 102.03 | 3 102.03 |

| 2019-2020 シーズン    |                                                               |    |         |         |
| 開催日                | 大会名                                                        | SP | FS      | 結果    |
| 2019年10月18日 - 20日 | 第22回全日本フィギュアスケートノービス選手権Aクラス（西東京） |    | 5 80.07 | 5 80.07 |

| 2018-2019 シーズン    |                                                             |    |         |         |
| 開催日                | 大会名                                                      | SP | FS      | 結果    |
| 2018年10月19日 - 21日 | 第22回全日本フィギュアスケートノービス選手権Bクラス（高石） |    | 1 73.51 | 1 73.51 |

| 2017-2018 シーズン    |                                                             |    |          |          |
| 開催日                | 大会名                                                      | SP | FS       | 結果     |
| 2017年10月20日 - 22日 | 第21回全日本フィギュアスケートノービス選手権Bクラス（大津） |    | 14 59.48 | 14 59.48 |

## プログラム使用曲
| シーズン  | SP                                                                                      | FS | EX                                                                              |
| --------- | --------------------------------------------------------------------------------------- | --- | ------------------------------------------------------------------------------- |
| 2023-2024 | テレビドラマ『コウノドリ』より Baby, God Bless You 作曲：清塚信也 振付：鈴木明子        | Only Hope 作曲：フォアマン・ジョナサン・マーク 歌唱：マンディ・ムーア 振付：デヴィッド・ウィルソン                            |                                                                                 |
| 2022-2023 | アイ・ガット・リズム 作曲：ジョージ・ガーシュウィン 演奏：ファジル・サイ 振付：鈴木明子 | ミュージカル『ミス・サイゴン』より 作曲：クロード＝ミシェル・シェーンベルク 演奏：日本フィルハーモニー交響楽団 振付：宮本賢二 | O holy night 作曲：アドルフ・アダン 歌唱：ジャッキー・エヴァンコ 振付：宮本賢二 |
| 2021-2022 | O holy night 作曲：アドルフ・アダン 歌唱：ジャッキー・エヴァンコ 振付：宮本賢二         | To Believe 歌唱：ジャッキー・エヴァンコ 振付：宮本賢二                                                                        |                                                                                 |
| 2020-2021 | O holy night 作曲：アドルフ・アダン 歌唱：ジャッキー・エヴァンコ 振付：宮本賢二         | To Believe 歌唱：ジャッキー・エヴァンコ 振付：宮本賢二                                                                        |                                                                                 |